# P. J. Sparxx
P. J. Sparxx, nascida como Laura Brown, em 11 de fevereiro de 1969 em Denver, Colorado, Estados Unidos, é uma ex-atriz americana de filmes pornográficos.

## Biografia
P.J. Sparxx apareceu em mais de 200 filmes adultos, em uma carreira que durou toda a década de 1990, estreando em 1990 e silenciosamente se retirando em 1999. Além dos filmes, complementou sua renda como stripper e modelo erótica.
Sparxx se tornou cada vez mais preocupada com o risco de contrair DSTs, pois conforme sua carreira progrediu, a ameaça da AIDS surgiu na indústria. Ela começou a atuar em raras cenas heterossexuais (sempre exigindo o uso do preservativos) e se dedicou mais às cenas de lesbianismo. Apesar de que suas preocupações podem ter desempenhado um papel em sua saída da indústria, informações sobre os motivos reais de sua retirada são um mistério. Sparxx é uma das poucas ex-estrelas pornô que conseguiram desaparecer completamente depois de se aposentar.
Por uma cena de Cellar Dwellers 2, na qual ela aparece com Jeanna Fine, lhe garantiu em 1998 o Prêmio AVN de "melhor cena de sexo entre garotas". Ela foi vice-campeã no concurso de Miss Nude World em 1999 e se aposentou do cinema pornô no mesmo ano. Em 2002, ela foi incluída no AVN Hall of Fame.
Foi por um tempo a namorada da também atriz pornô Jill Kelly, e as duas dançaram juntas em um número chamado Fire and Ice (que também rendeu um filme da Vivid sobre a parceria).
IMDB
IAFD
Freeones
Boobpedia